# ヴェロラヴェッキア
ヴェロラヴェッキア（伊: Verolavecchia）は、イタリア共和国ロンバルディア州ブレシア県にある、人口約3,700人の基礎自治体（コムーネ）。

## 地理

### 位置・広がり

#### 隣接コムーネ
隣接するコムーネは以下の通り。括弧内のCRはクレモナ県所属を示す。
- ボルゴ・サン・ジャーコモ
- コルテ・デ・コルテージ・コン・チニョーネ (CR)
- ポンテヴィーコ
- クインツァーノ・ドーリオ
- ロベッコ・ドーリオ (CR)
- ヴェロラヌオーヴァ

### 気候分類・地震分類
気候分類では、zona E, 2479 GGに分類される。
また、イタリアの地震リスク階級 (it) では、zona 3 (sismicità bassa) に分類される
。